# Ausserberg
Ausserberg je obec ve švýcarském kantonu Valais, v okrese Westlich Raron. Žije zde 626 obyvatel.

## Geografie

Letecký pohled (1964)

Ausserberg leží v nadmořské výšce kolem 1000 m na jižní rampě Lötschberské dráhy v horním Valais. Obec sousedí s okresy Visp, Brig a Raron.
Rozdílné klimatické podmínky se v průběhu staletí postaraly o to, že se v Ausserbergu vytvořily různé krajinné scenérie. Dominantou a zároveň nejvyšším bodem obce je Wiwannihorn (3001 m n. m.). Ausserberg je ale jinak z velké části obklopen údolími Bietschtal a Baltschiedertal.
Obec Ausserberg byla a je typickým vesnickým sídlem, které se skládá z různých osad, skupin domů a menších vesnic. Důvodem tohoto typu osídlení jsou malé výrobní pozemky a geografické vlastnosti regionu. Tento vzhled se stále více mění s tím, jak se zastavují volné prostory mezi vesnicemi. Také z někdejší horské a zemědělské vesnice zůstaly jen dva statky.

## Historie
Příslušnost a feudální práva v obci byla od středověku částečně v rukou biskupů ze Sionu. Některé frakce byly po určitou dobu samostatné, až v 16. stol. začalo soustřeďování na Trogdorf (dnešní Ausserberg); v roce 1922 se k obci připojil Gründen. Obec kdysi patřila k farnosti Raron, 1815 se stala samostatnou farou a 1867 farností. Kaple postavená v letech 1853–55 byla v roce 1879 přestavěna na farní kostel. Až do 20. století převládalo samozásobitelské zemědělství (rozvinutý zavlažovací systém kanálů, tzv. Suonen).

## Obyvatelstvo

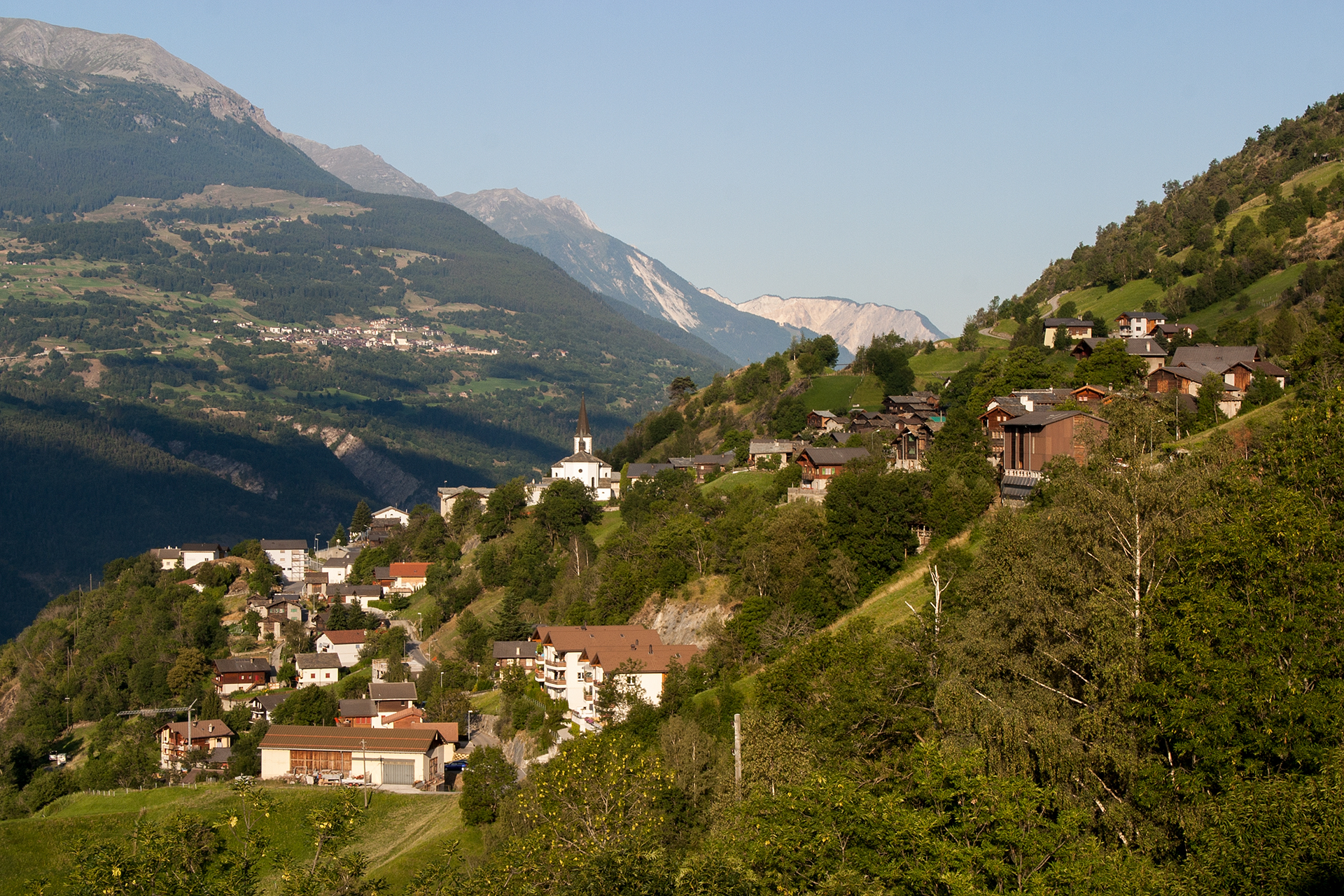
Panorama obce

| Rok            | 1850 | 1900 | 1910                | 1920 | 1950 | 1970 | 2000 | 2010 | 2012 | 2014 | 2016 |
| Počet obyvatel | 358  | 398  | 1020 (stavba trati) | 458  | 631  | 701  | 628  | 640  | 635  | 631  | 622  |

## Doprava
Na začátku 20. století se kanton Bern a Francie snažily vybudovat železniční trať přes Bernské Alpy. Dne 27. července 1906 rozhodla bernská Velká rada (kantonální parlament) o realizaci Lötschberského tunelu. Společnost BLS, která byla založena speciálně za tímto účelem, zahájila 15. října téhož roku společně s francouzským podnikatelským konsorciem EGL stavební práce. Po počátečním odmítnutí se obyvatelstvo koncem roku 1906 v referendu rozhodlo pro výstavbu. BLS tak získala na významu jako dopravní a obchodní prostředek. Na jedné straně se v průběhu výstavby zlepšila infrastruktura. Na druhé straně výstavba nabídla nová pracovní místa a možnosti výdělku, například prostřednictvím obchodu s dobytkem. BLS tak položila takříkajíc základní kámen ke změně horské vesnice z naturálního na spotřební hospodářství.

## Turismus
Dnes je Ausserberg turisticky atraktivní především díky své přírodě. Historické vodní kanály (Suonen) Manera, Undra, Mittla a Niwärch, které jsou stále užitečné pro obyvatele, lze navštívit na několika turistických trasách. UNESCO prohlásilo 13. prosince 2011 region Švýcarské Alpy Jungfrau-Aletsch, jehož součástí je i obec Ausserberg, za světové přírodní dědictví. Tuto rozmanitou krajinu lze prozkoumat na celkem 60,5 kilometrech turistických tras.